# Stéphane de Lobkowicz
Le prince Štepán Ladislas Pie Marie, dit Stéphane de Lobkowicz, né le 29 juillet 1957 à Louvain, est un homme politique belge bruxellois.

## Historique
Membre du MR, dont il est exclu à la suite d'une guerre fratricide contre Éric André pour le mayorat d'Uccle. Licencié en droit, avocat au Barreau de Bruxelles, il a également écrit une Histoire de Belgique racontée aux enfants, une biographie du roi Baudouin et une uchronie centrée sur la reine Astrid, La reine Astrid n'est pas morte à Küssnacht. Dans ce roman basé sur des faits réels, Stéphane de Lobkowicz imagine que ce n'est pas la reine qui perd la vie à Küssnacht dans l'accident de voiture mais bien le roi Léopold III.

## Fonctions politiques
- Echevin à Uccle de 1985 à 2000.
- Membre du Parlement de la Région de Bruxelles-Capitale depuis le 12 juillet 1989 au 7 juin 2009
- Conseiller communal à Uccle de 1982 à 2012.

## Décoration
- Officier de l'ordre de Léopold (2009)[2]

## Œuvre littéraire
- Stéphane de Lobkowicz, Vincent Deneubourg, Alexandra de Crayencour et Vital Trizna, Baudouin, Bruxelles : éditions J.M. Collet, 1994)
- Stéphane de Lobkowicz La Belgique, Histoire de Belgique illustrée racontée aux enfants (La Longue Vue, 1999)
- Stéphane de Lobkowicz La reine Astrid n'est pas morte à Küssnacht  (ISBN 2874620823) (éditions de l'Arbre, 2011)
- Stéphane de Lobkowicz Les cigognes ne se trompent jamais d'adresse  (ISBN 978-2-87588-001-7) (éditions Méhari, 2014, 448 p.)

## Famille
Il est le fils du prince Ladislas de Lobkowicz (1925-1985) et la comtesse Thérèse Cornet d'Elzius du Chenoy (1932-2022). Il épouse la comtesse Barbara d'Ursel (1957-2017) en 1983. Ils ont trois enfants.